# رایموندو اورسی
رایموندو اورسی (به ایتالیایی: Raimundo Orsi) بازیکن فوتبال و اهل ایتالیا است 

## تیم ملی
از سال ۱۹۲۹ میلادی عضو تیم ملی فوتبال ایتالیا بوده و در ۳۵ بازی ملی حضور داشته‌است. او در بازی‌های ملی‌اش ۱۳ گل به ثمر رساند.
رایموندو اورسی آخرین بازی ملی خود را در سال ۱۹۳۵ میلادی انجام داد.